# Antonio Alemania
Antonio García González (1956), más conocido como Antonio Alemania (Chiclana de la Frontera, Cádiz, España)  es un cantante y compositor español. Comenzó su carrera musical en las comparsas chiclaneras que salían en el Concurso de Agrupaciones Carnavalescas del Teatro Falla en la ciudad española de Cádiz. Le encanta la Romería del Rocío, celebración popular en la que Antonio se ha inspirado para componer algunas de sus sevillanas rocieras. En 2011 se convierte en pregonero de la Hermandad del Rocío de El Puerto de Santa María. También en el mismo año presentó en el Concurso de Agrupaciones Carnavalescas del Carnaval de Cádiz el coro  5 de marzo, después de 24 años sin participar.
- Datos: Q5697722